# Balzac, Charente

Balzac este o comună în departamentul Charente, Franța. În 1 ianuarie 2022 avea o populație de 1.401 de locuitori.